# NBA 2K6
NBA 2K6 est un jeu vidéo de basket-ball développé par Visual Concepts et édité par 2K Games.
C'est le septième épisode de la franchise 2K et est le principal concurrent de NBA Live 06.